# 유리 지르코프
유리 발렌티노비치 지르코프(러시아어: Юрий Валентинович Жирков, Yuri Valentinovich Zhirkov, 1983년 8월 20일, 러시아 SFSR 탐보프 ~ )는 러시아의 은퇴한 축구 선수로 포지션은 필드의 왼쪽 풀백과 윙어로 뛰면서 공격적인 역할을 수행했다. 특히 빠른 순간 속도와 뛰어난 테크닉, 정확한 크로스 능력을 보유하고 있었다.

## 수상
CSKA 모스크바
- 러시아 프리미어리그 : 2005, 2006
- UEFA 컵 : 2005
- 러시아 컵 : 2004-05, 2005-06, 2007-08, 2008-09
- 러시아 슈퍼컵 : 2004, 2006, 2007, 2009

 첼시
- 2009-10 프리미어리그 우승
- 2009-10 FA 컵 우승
- 2009년 FA 커뮤니티 실드 우승

 러시아
- UEFA 유로 2008 4강

개인
- UEFA 유로 2008 올스타팀
- 2008년 러시아 올해의 선수상(Futbol)

## 같이 보기
- A매치 100경기 이상 출전한 축구 선수 명단